# Привернум
Привернум (Privernum) е древен главен град на волските в Лацио в провинция Латина. Днес се нарича Приверно.
През 357 пр.н.е. консул Гай Марций Рутил води война против Привернум.
През 329 пр.н.е. е превзет и подчинен на римляните от Луций Емилий Мамерцин Привернат, който получава името си Privernas. Градът е обявен за Civitas Sine Suffragio.
През 330 пр.н.е. римският консул Луций Плавций Венон потушава въстанието на Витрувий Вак и го залавя при Привернум.
С построяването на Виа Апиа градът става важен търговски център. През 9 век е разрушен от сарацините, населението се мести на Colle Rosso и получава името Пиперно. От Средновековието е към Папската държава. През 1927 г. Пиперно е прекръстен на Приверно.